# Nesiomiris
Nesiomiris är ett släkte av insekter. Nesiomiris ingår i familjen ängsskinnbaggar.

## Dottertaxa tillNesiomiris, i alfabetisk ordning[1]
- Nesiomiris beardsleyi
- Nesiomiris bifurcatus
- Nesiomiris byroniae
- Nesiomiris cheirodendronae
- Nesiomiris cheliferus
- Nesiomiris chu
- Nesiomiris contortus
- Nesiomiris curvatus
- Nesiomiris curvipes
- Nesiomiris elongatus
- Nesiomiris fasciatus
- Nesiomiris hawaiiensis
- Nesiomiris ilicis
- Nesiomiris ilicivorus
- Nesiomiris kauilamahu
- Nesiomiris kawau
- Nesiomiris kraussi
- Nesiomiris lanaiensis
- Nesiomiris lapalapa
- Nesiomiris legnotus
- Nesiomiris lihuensis
- Nesiomiris limitatus
- Nesiomiris lineatus
- Nesiomiris maculatus
- Nesiomiris mahu
- Nesiomiris mauiensis
- Nesiomiris oahuensis
- Nesiomiris ohe
- Nesiomiris olapa
- Nesiomiris pallasatus
- Nesiomiris pallidus
- Nesiomiris parasinuatus
- Nesiomiris pilosus
- Nesiomiris planatus
- Nesiomiris reductus
- Nesiomiris restrictus
- Nesiomiris rufonotus
- Nesiomiris secularis
- Nesiomiris seminotatus
- Nesiomiris sinuatus
- Nesiomiris spatulatus
- Nesiomiris swezeyi
- Nesiomiris tetraplasandrae
- Nesiomiris timberlakei
- Nesiomiris trifurcatus
- Nesiomiris trinesiotes
- Nesiomiris uncinatus
- Nesiomiris usingeri
- Nesiomiris waimeae
- Nesiomiris williamsi